# Aircrack-ng
Aircrack-ng je v informatice balíček nástrojů pro testování zabezpečení Wi-Fi sítí. Nejčastěji se používá k lámání hesel bezdrátových sítí zabezpečených pomocí WEP nebo WPA-PSK. Program ke své funkčnosti potřebuje Wi-Fi kartu, kterou je možné přepnout do tak zvaného monitorovacího režimu.
V dubnu 2007 vyvinul tým z Technické univerzity Darmstadt v Německu útok zvaný PTW. Tento útok snížil počet potřebných inicializačních vektorů potřebných k prolomení WEP klíče a je zahrnutý v aircracku od verze 0.9.
Aircrack-ng je odnoží projektu Aircrack, zkratka „ng“ zde znamená nová generace.

## Vlastnosti
Balíček aircrack-ng obsahuje:
| Název          | Popis                                                                                             |
| -------------- | ------------------------------------------------------------------------------------------------- |
| aircrack-ng    | Crackování WEP a WPA (slovníkový útok) klíčů.                                                     |
| airdecap-ng    | Provádí rozšifrování zachycených souborů WEP nebo WPA s známým klíčem.                            |
| airmon-ng      | Přepíná síťové karty do monitorovacího režimu.                                                    |
| aireplay-ng    | Injektování paketů (Na Linuxu a Windows pomocí ovladačů CommView).                                |
| airodump-ng    | Packet sniffer: zachytává provoz, ukládá do PCAP nebo IVS souborů a zobrazuje informace o sítích. |
| airtun-ng      | Vytváří virtuální tunel zařízení.                                                                 |
| packetforge-ng | Vytváří šifrované pakety pro provedení injekce.                                                   |
| ivstools       | Nástroj pro spojování a konverzi.                                                                 |
| airbase-ng     | Zahrnuje techniky pro útok na klienty.                                                            |
| airdecloak-ng  | Odebírá WEP maskování z souborů pcap.                                                             |
| airdriver-ng   | Nástroj pro správu ovladačů bezdrátových zařízení.                                                |
| airolib-ng     | Ukládá a spravuje ESSID a hesla a počítá Pairwise Master Keys (PMK).                              |
| airserv-ng     | Umožňuje přístup k síťové kartě z ostatních počítačů.                                             |
| buddy-ng       | Pomocný server pro easside-ng, běží na vzdáleném počítači.                                        |
| easside-ng     | Nástroj pro komunikaci s přístupovým bodem (AP) bez WEP klíče.                                    |
| tkiptun-ng     | WPA/TKIP útok.                                                                                    |
| wesside-ng     | Automatický nástroj pro obnovu WEP klíče.                                                         |